# Libellago sumatrana
Libellago sumatrana – gatunek ważki z rodziny Chlorocyphidae.